# Jean Rabasse
Jean Rabasse (* 1961 in Tlemcen, Algerien) ist französischer Szenenbildner und Bühnenbildner.
Bei der Oscarverleihung 2001 war er gemeinsam mit Françoise Benoît-Fresco für den Film Vatel in der Kategorie Bestes Szenenbild nominiert, musste sich aber Timmy Yip geschlagen geben, der für Tiger and Dragon ausgezeichnet wurde. Den französischen Filmpreis César gewann er zweimal, für Vatel und Die Stadt der verlorenen Kinder (1995).
2012 war er für das Bühnenbild der Oper L'Amour de loin in Toronto verantwortlich. Diese Aufführung war die kanadische Premiere der Oper.
Im Sommer 2021 wurde Rabasse Mitglied der Academy of Motion Picture Arts and Sciences. Derzeit arbeitet er hauptsächlich für den Cirque du Soleil. Er lebt in Paris und Montreal.

## Filmografie (Auswahl)
- 1991: Delicatessen
- 1995: Die Stadt der verlorenen Kinder (La cité des enfants perdus)
- 1999: Asterix und Obelix gegen Caesar (Astérix et Obélix contre César)
- 2000: Vatel
- 2001: Vidocq
- 2003: Die Träumer (The Dreamers)
- 2003: The Statement